# Halabiya
Koordinaten: 35° 41′ N, 39° 49′ O
Halabiya, arabisch حلبية, DMG Ḥalabiyya, auch Halabiye, Zenobia; war eine befestigte Stadt am Euphrat in Syrien, deren Gründung der palmyrenischen Herrscherin Zenobia um 270 n. Chr. zugeschrieben wird. Die heute sichtbaren Ruinen stammen überwiegend aus dem 6. Jahrhundert, als der byzantinische Kaiser Justinian die Stadt restaurieren und ausbauen ließ.

## Lage

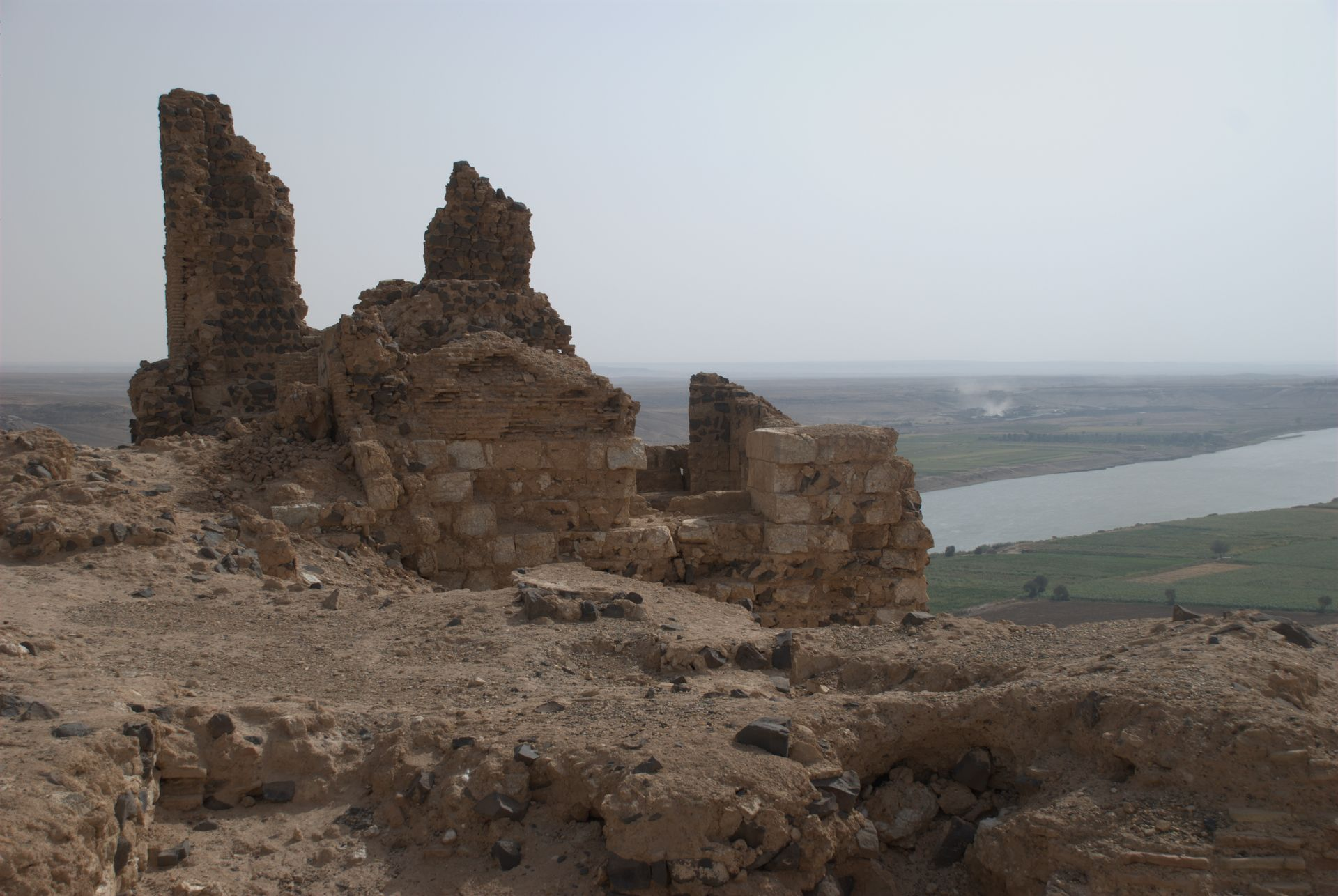
Blick von der Zitadelle nach Südosten über den Euphrat. Ältere Mauerreste aus Gipssteinquadern, in arabischer Zeit mit Lehmziegeln und Basaltbruchsteinen überbaut

Halabiya liegt am rechten (hier westlichen) Ufer des Euphrat zwischen ar-Raqqa und Deir ez-Zor im Gouvernement Deir ez-Zor. Von der südlich des Euphrat verlaufenden Schnellstraße zweigt nach etwa 75 Kilometern kurz vor dem Dorf at-Tibnī eine Nebenstraße in nördlicher Richtung ab und führt am Fluss entlang und durch bewässerte Felder der Euphrataue nach acht Kilometern zur Ruinenstätte. Die zwei Kilometer flussabwärts am linken Euphratufer gelegene Festungsruine Zalabiya ist von hier über eine Pontonbrücke erreichbar.
Das in die syrische Wüstensteppe eingegrabene Euphrattal verengt sich bei Halabiya auf wenige hundert Meter. Am Westufer reicht die aus Gipsstein gebildete steile Böschung der vegetationsarmen Hügel bis direkt an den Euphrat. Bei der Zwillingsfestung Zalabiya macht der Euphrat an der Flussenge al-Khanuqa („der Würger“) einen Bogen, um anschließend wieder durch eine mehrere Kilometer breite Ebene zu fließen. Beide Stellungen waren in römischer Zeit ideal gelegen, um von einem erhöhten Standort die wichtige Verkehrsverbindung auf dem Fluss und die parallel dazu verlaufende Straße zu kontrollieren. Im 2. und 3. Jahrhundert n. Chr. wurden auf einer Linie entlang dem Euphrat, der die Grenze zum Reich der Parther und Sassaniden bildete, eine Reihe von Festungen und Militärlagern gegründet, in deren strategisches Konzept Halabiya einbezogen war. In nächster Umgebung zählten nordwestlich Sura und Callinicum (heute von der Stadt ar-Raqqa überbaut) dazu. In Sura mündete, von Palmyra über Resafa kommend, die spätrömische Grenz- und Handelsstraße Strata Diocletiana in die Straße am Euphrat ein. Südöstlich von Halabiya folgten zuerst die Stationen Tibne, dann 28 Kilometer von Halabiya entfernt Tabus und ferner Qreiye at-Ayyash (16 Kilometer nordöstlich Tabus). Diese waren nur befestigte Wachtposten und wesentlich kleiner als Halabiya.

## Geschichte
- Zur vorrömischen Geschichte des Ortes siehe Zalabiya.

Der Euphrat stellte die kürzeste Verbindung zwischen dem Sassanidenreich und den römischen Provinzen dar. Die Römer versuchten daher, ihre Kontrolle entlang des Flusses nach Osten bis über Dura Europos hinaus auszudehnen. Nachdem viele der römischen Militärlager bei einem Angriff des persischen Königs Schapur I. zerstört worden waren, gelang es dem Feldherrn Septimius Odaenathus aus Palmyra, Schapur zurückzudrängen und die römische Ordnung im Osten wiederherzustellen. Nach seinem Tod 267 übernahm seine Frau Zenobia die Herrschaft für den noch unmündigen Sohn Vaballathus. Zenobia sagte sich vom römischen Reich los und eroberte in kurzer Zeit weite Gebiete in Kleinasien, bis Palmyra im August 271 von Kaiser Aurelian eingenommen und Zenobia in Gefangenschaft geführt wurde.
In diese Zeit der politischen Expansion und wirtschaftlichen Blüte von Palmyra fiel der Ausbau von Halabiya als eine notwendige Verteidigungsmaßnahme gegen die Sassaniden. Halabiya war möglicherweise als Ersatz für das 256/257 von den Sassaniden zerstörte Dura Europos gedacht. Laut dem römischen Geschichtsschreiber Prokop ließ Zenobia die Festung errichten. Dabei handelt es sich sehr wahrscheinlich um eine spätere Zuschreibung an die nur fünf Jahre währende Herrschaft der Regentin. Die Festungsanlage dürfte schon zuvor bestanden haben.
Nach der Entmachtung von Zenobia übernahmen die Römer den östlichen Außenposten. Kaiser Diokletian (reg. 284–305) ließ die Mauern verstärken, da Halabiya in die römische Verteidigungslinie des Limes Arabicus einbezogen war. Eine weitere Bautätigkeit gab es unter dem oströmischen Kaiser Anastasios I. (reg. 491–518). Durch mehrere Angriffe des Sassanidenkönigs Chosrau I. wurden die Stadt und die Befestigungsmauern stark zerstört. In der Zeit von Justinian I. (reg. 527–565) wurden um 550 die Stadtmauern von Halabiya ebenso wie die von Resafa wiederaufgebaut und verstärkt. Prokop beschreibt des Weiteren den Bau der Zitadelle, zweier Kirchen und eines Militärlagers.
610 eroberte und zerstörte Chosrau II. (reg. 590–628) am Beginn von jahrelangen Kriegszügen im Nahen Osten die Stadt. Sie verlor danach zum großen Teil und nach der arabischen Besetzung 637 vollends ihre Bedeutung. Innerhalb eines abbasidischen Kalifats war eine Befestigungsanlage strategisch nicht mehr erforderlich. Die letzten Siedlungsspuren stammen aus dem 12. Jahrhundert.

## Ausgrabungen
Die ersten Vermessungen und Ausgrabungen erfolgten 1936 durch ein Team der Yale University. 1944 bis 1945 legte der französische Archäologe Jean Lauffray einige Gebäude frei, die sich dicht unter der Oberfläche befanden, und versuchte, die Funde durch Stilvergleiche zeitlich zu bestimmen. Seit 2006 finden erneut Ausgrabungen in einer französisch-syrischen Zusammenarbeit der Universität Montpellier und dem Generaldirektorat für Antiquitäten und Museen in Damaskus statt. Ziel ist es, eine genauere zeitliche Datierung der Bauphasen und eine Vorstellung des römischen Stadtbildes zu erlangen.

## Stadtbild

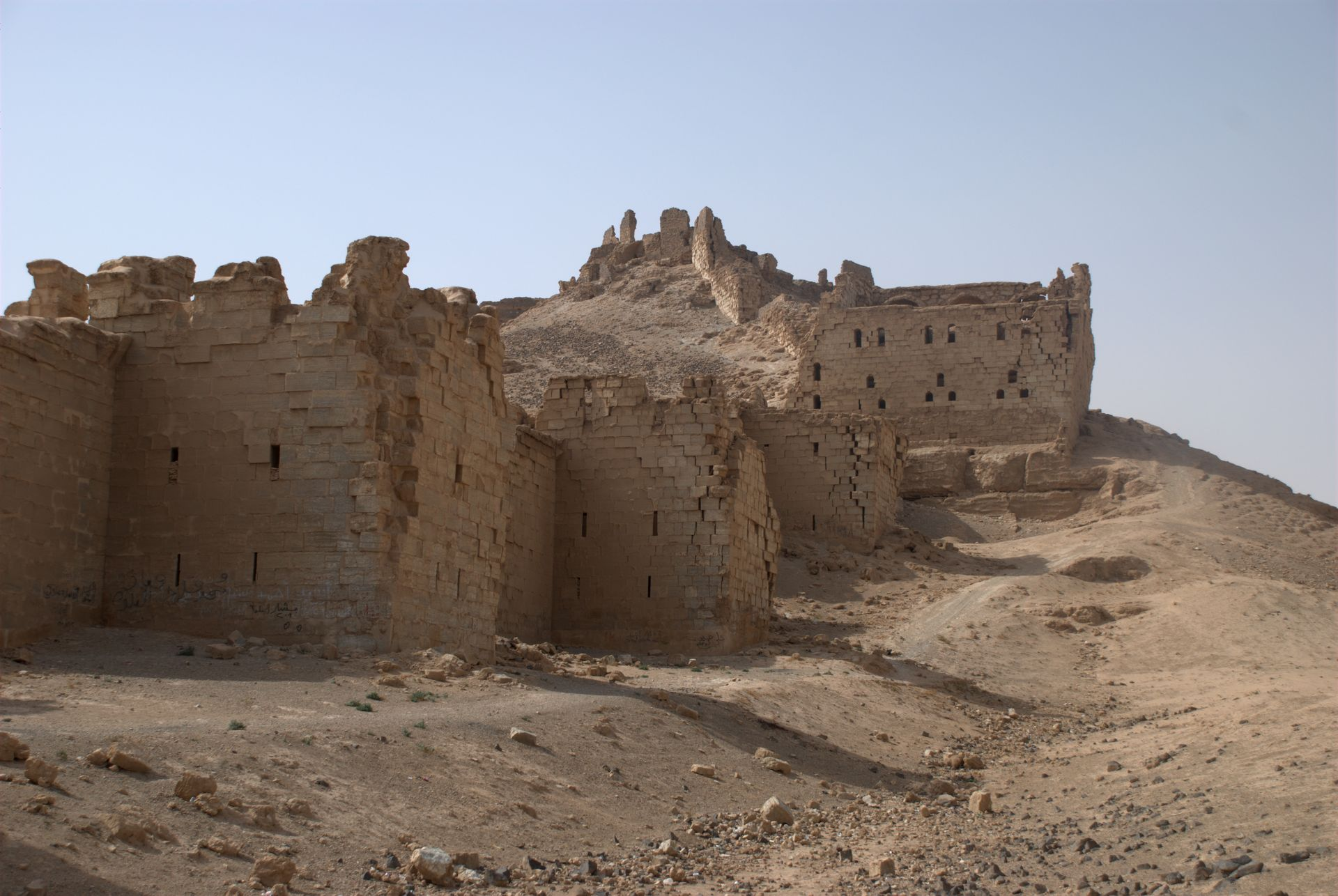
Nördliche Umfassungsmauer von außen und Zitadelle oben. Mauertürme b.30 bis b.32. Die Mulde unterhalb des Prätoriums ist ein alter Steinbruch

Das 12 Hektar große Stadtgelände aus justinianischer Zeit hat die Form eines Dreiecks, das sich dem steilen Gelände anpasst und sich von der am Flussufer liegenden Seite bis zur hoch auf der Hügelspitze liegenden Zitadelle verengt. Die Stadt war an allen drei Seiten von einer Befestigungsmauer umgeben. An der 385 Meter langen Flussseite wurde diese im Lauf der Zeit durch Überflutungen zum größten Teil abgetragen, obwohl Justinian sie durch einen Schutzwall gegen Hochwasser hatte sichern lassen. Die 550 Meter lange Stadtmauer im Süden und im Norden mit 350 Metern Länge wurde während des jüngsten französisch-syrischen Forschungsprojektes gesichert und in weiten Teilen restauriert. Sie ist in einer Höhe von 8 bis 15 Metern erhalten. Die Befestigungsmauer ist drei Meter breit und besteht beidseitig aus einer Schale aus groben Gipssteinquadern und innen einer Füllmasse, die Gipsstein- und Basaltbruch enthält. Heute führt eine kleine Asphaltstraße am Flussufer entlang durch Lücken in der Mauer. Die beiden Stadttore an der römischen Euphratroute befinden sich wenige Meter neben dieser neuen Straße. Die Tore waren durch vorkragende Türme an den Seiten geschützt. Von drei weiteren Stadttoren am Flussufer sind noch geringe Reste vorhanden. Im gesamten Verlauf wurde die Stadtmauer in regelmäßigen Abständen durch auf beiden Seiten vorkragende Türme verstärkt. An der Außenseite sind diese mit Schießscharten versehen, während in der zur Stadtseite vorkragenden Hälfte ein Treppenhaus zum oberen Laufgang hinaufführt.
An der Spitze des Stadtdreiecks liegt am höchsten Punkt die Zitadelle, die in arabischer Zeit teilweise umgebaut wurde. Die Zitadelle reicht nach Westen über die sich seitlich am Hang hinaufziehenden Stadtmauern hinaus und überbaut das schmale, steil nach allen Seiten abfallende Plateau. Einige Wandteile des Erdgeschosses sind erhalten.

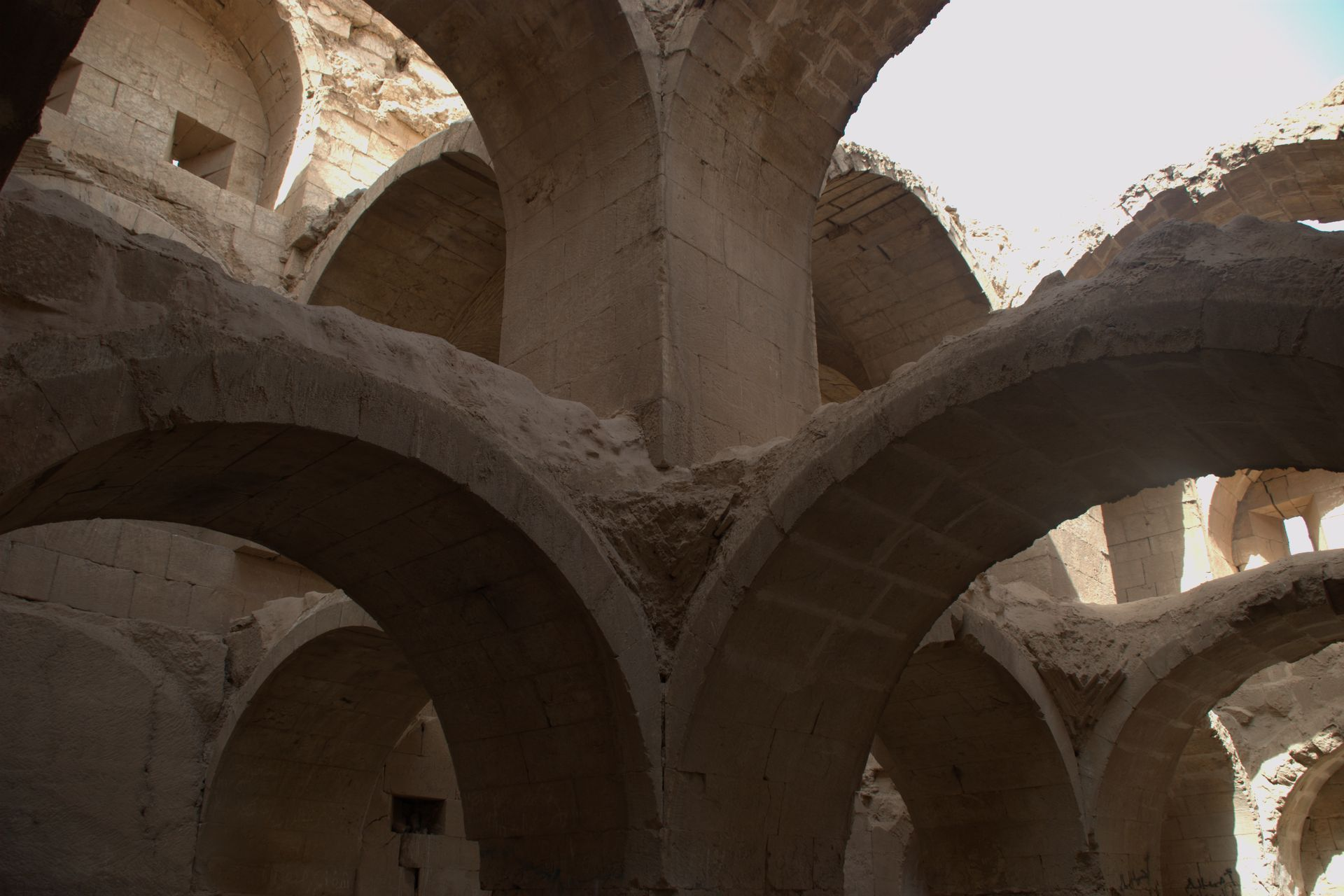
Kreuzgratgewölbe im Mittelsaal des Prätoriums

Am Steilhang wenige Meter nordwestlich unterhalb der Zitadelle liegt das in den Mauerverlauf integrierte Prätorium, ein monumentaler rechteckiger Bau, dessen drei Stockwerke über lange gerade Treppen zu erreichen waren. Die beiden übereinanderliegenden Haupträume wurden nur durch zwei massige Pfeiler in der Mitte getragen, auf denen sich die Kreuzgrate des Gewölbes versammelten. Dadurch entstand eine Unterteilung in sechs quadratische Kuppelräume. Die Kreuzbögen von zwei Etagen sind noch erhalten, die dazwischen fehlenden Deckengewölbe geben den Blick nach oben frei. Es bleibt eine klare, auf das Wesentliche konzentrierte Gebäudestruktur erkennbar, die wie die einheitlich gestalteten Mauertürme zu dem sorgfältig geplanten Konzept der gesamten Stadtanlage passt. Damit unterscheidet sich Halabiya deutlich von Resafa, dessen verschiedenartige Türme der Stadtmauer, die in ungleichen Abständen angeordnet sind, eine Bauzeit früher als Halabiya wahrscheinlich machen.
Auch das zentrale Stadtgebiet in der Ebene wurde einheitlich geplant und durch zueinander rechtwinklig verlaufende Hauptstraßen gegliedert. Es ist jedoch wesentlich schlechter erhalten. Die Gebäude wurden überwiegend aus kristallinen Gipssteinquadern mit breiten Lehmfugen errichtet. Das Mauermaterial stammt aus zwei Steinbrüchen am oberen Bereich des Hügels direkt außerhalb der Stadtmauern. Der spröde Gipsstein neigt bei Temperaturunterschieden zu Rissbildungen.

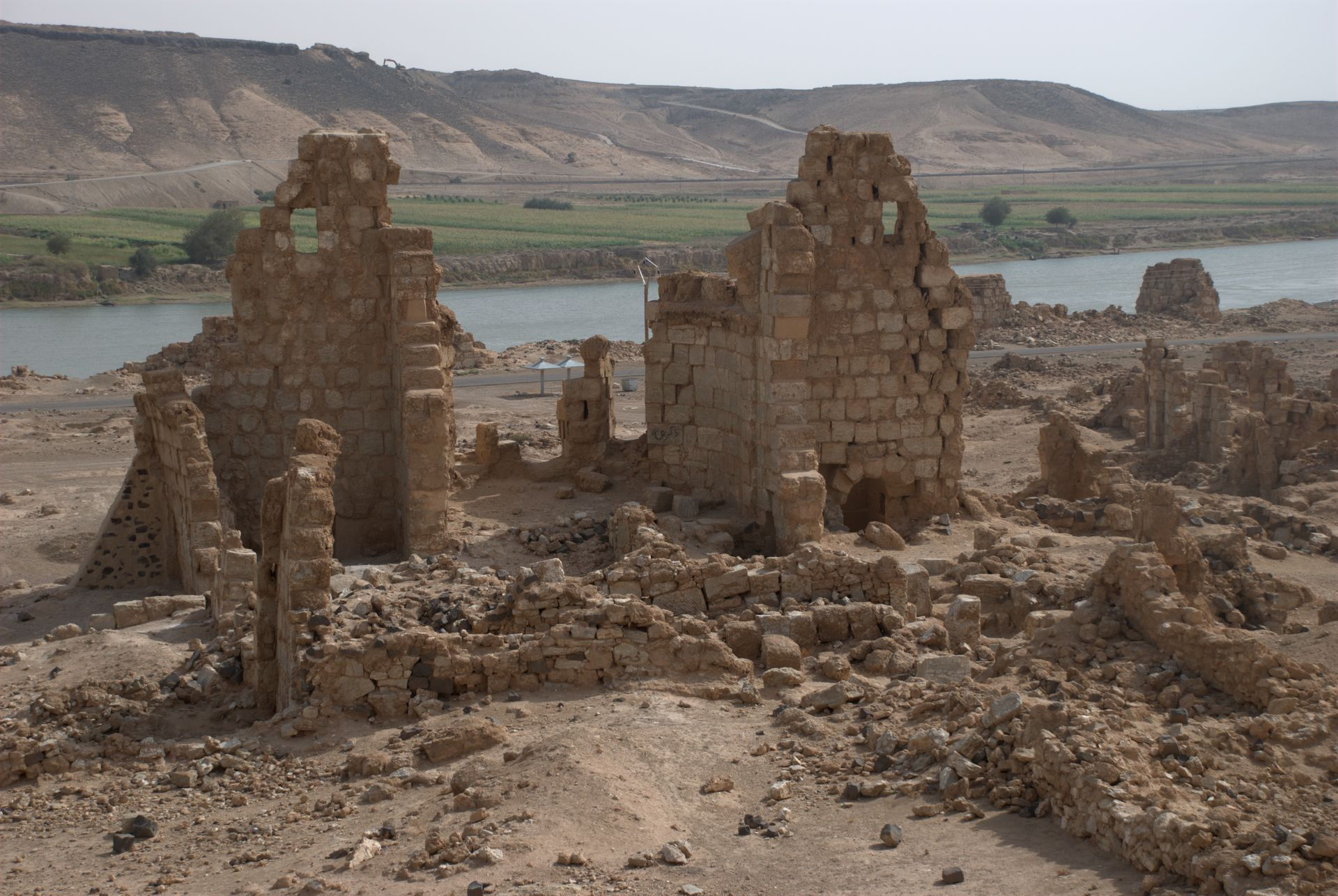
Nordwestbasilika. Rest der Apsis von Westen

Zwischen dem Nord- und dem Südtor verlief eine Säulenstraße. An der dem Fluss zugewandten Seite lagen im Gelände nicht mehr erkennbare Bäder und eine Palästra. Weitere öffentliche Gebäude mit Steinpflasterböden und Säulenvorhallen wurden hier und nahe der südlichen Stadtmauer in den Jahren 2007 bis 2009 freigelegt. An der rechtwinklig nach Westen abzweigenden Säulenstraße befanden sich ein zentrales Forum und zwei Basiliken. Von der höher gelegenen Nordwest-Basilika stehen Teile der Apsis und der Ostwand aufrecht. 
Die geringen Reste der Ost-Basilika waren ausreichend, um ihren Grundplan zu rekonstruieren. Die dreischiffige Pfeilerbasilika besaß drei Joche im Hauptraum und eine halbrunde Apsis mit rechteckigen Nebenräumen zu beiden Seiten. Das Mittelschiff wurde durch ein U-förmiges Bema weitgehend ausgefüllt. Auf dieser, für viele syrische Kirchen in frühbyzantinischer Zeit charakteristischen erhöhten Plattform nahm der Klerus während des Gottesdienstes Platz.
Die einzigen sichtbaren Reste aus spätrömischer Zeit sind Grabtürme, die außerhalb der Stadt einen Kilometer nördlich am Euphratufer liegen und dort einige Grabkammern, zu denen ein Treppenabgang hinunterführt. Ein weiterer, dreigeschossiger Turm liegt südlich der Stadt. Die 14 Grabtürme mit dicken Wänden aus Bruchsteinen mit viel Kalkmörtel ähneln denjenigen in Palmyra. Eine schmale Treppe führte um die innen liegenden Grabnischen in die oberen Stockwerke.